# Black Box (Film)
Black Box ist ein US-amerikanischer Science-Fiction-Horrorfilm von Regisseur Emmanuel Osei-Kuffour, der am 6. Oktober 2020 auf Prime Video veröffentlicht wurde. In der Hauptrolle ist Mamoudou Athie zu sehen.

## Handlung
Bei einem Autounfall kommt die junge Mutter Rachel ums Leben; gleichzeitig verliert ihr Mann Nolan Teile seines Gedächtnisses aufgrund schwerer Kopfverletzungen. Infolgedessen muss er zunehmend von seiner kleinen Tochter Ava dabei unterstützt werden, sich im Alltag zurechtzufinden. Ava selbst stellt Verhaltensveränderungen bei ihrem Vater fest, während Nolan keine Aufträge mehr als Fotograf bekommt, da die Qualität seiner Bilder seit dem Unfall erheblich abgenommen hat.
Da Nolan bereits bei vielen Ärzten war, ihm davon jedoch keiner helfen konnte, wird er von seinem  Freund Gary überzeugt, an einer Studie der renommierten Fachärztin Dr. Lilian Brooks teilzunehmen. Brooks ist dafür bekannt, ein Verfahren entwickelt zu haben, wie sie das Bewusstsein von hirntoten Personen durch Elektroenzephalografie erhalten kann. Bei Nolan ist sie davon überzeugt, mit der richtigen Behandlung seine Erinnerungen wieder vollständig herstellen zu können. Sie nutzt dafür die sogenannte „Black Box“, ein Gerät, das die Gehirnwellen des sich in Hypnose befindenden Nolan aufzeichnet, die Erinnerungen des Unterbewusstseins visualisiert und durch eine VR-Brille ausgibt.
Nolan durchlebt so verschiedene Erinnerungen von ihm noch einmal, kann jedoch nie die Gesichter von Personen erkennen und sieht immer eine verdrehte Kreatur, die ihn verfolgt. Außerdem passen die durchlebten Erinnerungen nicht zu den Informationen, die er über seine reale Vergangenheit hat. Als er schließlich in der Black Box das Gesicht einer Frau erkennen kann, wird ihm klar, dass es nicht seine Erinnerungen sind. Wie ihm kurz darauf Dr. Brooks erklärt, starb ihr impulsiver und gewalttätiger Sohn Thomas in einem Handgemenge mit dessen Ehefrau Miranda durch einen Treppensturz. Daraufhin konnte sie durch ihre Technologie sein Bewusstsein digitalisieren und wartete zwei Jahre auf den richtigen Patienten. Der echte Nolan war nach dem Autounfall hirntot, woraufhin sie Thomas’ Bewusstsein in Nolans Körper lud. Sie hatte die Hoffnung, dass durch die Black-Box-Therapie Thomas seine wahre Identität erkennen und eine neue Chance bei seiner Familie erhalten würde.
Im Anschluss bringt Thomas Ava, die nun nicht mehr seine leibliche Tochter ist, zu Gary, um Abstand zu bekommen. Er sucht Miranda und seine echte Tochter Ashley auf und kann seine Frau von seiner Identität überzeugen. Als er jedoch erkennt, dass Miranda all seine Fotos abgehängt hat, und sie ihn bittet zu gehen, hat er einen erneuten Wutausbruch. In einer letzten Black-Box-Sitzung möchte er die Transformation zu Thomas endgültig vollziehen, stellt jedoch in seinen Erinnerungen fest, dass die verdrehte Kreatur der letzte Rest von Nolans Bewusstsein ist. Als er erkennt, dass Ava ihren Vater braucht und seine Familie nur unter ihm litt, entscheidet er sich dazu, Nolan die Kontrolle zurückzugeben. Tatsächlich wird so der eigentlich hirntote Nolan wieder lebendig, während Dr. Brooks als Ärztin entlassen wird und sich nur noch an das digitalisierte Bewusstsein ihres toten Sohnes klammern kann.

## Produktion
Nachdem Amazon Studios mit Blumhouse Productions im November 2018 einen Vertrag abschlossen, bei dem acht Thriller von diversen und unterrepräsentierten Filmemachern durch beide Vertragspartner produziert und schließlich auf Prime Video veröffentlicht werden sollten, wurde Ende Februar 2020 der Film Black Box angekündigt. Die Hauptrollen wurden mit Mamoudou Athie und Phylicia Rashād besetzt, während in Nebenrollen Amanda Christine, Tosin Morohunfola und Troy James zu sehen sein sollten. Regie führte Emmanuel Osei-Kuffour, der ebenso das von Stephen Herman geschriebene Drehbuch innerhalb von drei Monaten an der Rice University überarbeitete. Als Produzent fungierte John H. Brister, als Executive Producer waren unter anderem Jason Blum, Jay Ellis und Lisa Bruce tätig. Osei-Kuffour legte den Film konzeptionell als Mischung aus der Frage nach Identität wie in Black Swan und der Beziehung zwischen einem Elternteil zu seinem Kind wie in Das Streben nach Glück an. Außerdem ließ er sich vom japanischen Horrorkino inspirieren, bei dem durch Stille Spannung erzeugt werde. Zentrale Themen, die er behandeln wollte, waren Erinnerung, Identität sowie zweite Chancen.
Der Film wurde von Januar bis Februar 2020 in New Orleans an nur 18 Drehtagen gedreht. Das Budget betrug weniger als 10 Millionen US-Dollar.
Ein Trailer zum Film wurde am 16. September 2020 veröffentlicht. Black Box erschien schließlich als Teil der achtteiligen Anthologie-Reihe Welcome to the Blumhouse, bei der sich alle Filme rund um die Themen Familie und Liebe als erlösende oder zerstörende Macht drehen, gemeinsam mit The Lie am 6. Oktober 2020 bei Prime Video. Evil Eye und Nocturne erschienen sieben Tage später; die restlichen vier Filme wurden 2021 veröffentlicht.

## Synchronisation
Die deutschsprachige Synchronisation entstand nach einem Dialogbuch und unter der Dialogregie von Astrid Kollex bei DMT Digital Media Technologie.
| Rolle                 | Darsteller        | Synchronsprecher     |
| --------------------- | ----------------- | -------------------- |
| Nolan / Thomas Brooks | Mamoudou Athie    | David Berton         |
| Dr. Lilian Brooks     | Phylicia Rashād   | Marianne Groß        |
| Ava                   | Amanda Christine  | Charlotte Martz      |
| Gary                  | Tosin Morohunfola | Ole Jacobsen         |
| Thomas Brooks         | Donald Watkins    | Toni Michael Sattler |

## Kritiken
Der Film konnte 70 % der Kritiker auf Rotten Tomatoes überzeugen und erhielt auf Metacritic einen Metascore von 62 von 100 möglichen Punkten.
David Rooney vom Hollywood Reporter steht dem Film insgesamt positiv gegenüber. Wie er anführt, sei Black Box ein solides Regiedebüt von Emmanuel Osei-Kuffour, bei dem sich die Horrorelemente auf ein Minimum beschränken würden und stattdessen Psychologie und Sentimentalität im Vordergrund stünden. Dies sei auch der größte Kritikpunkt am Film: sobald die Dramaturgie in den Vordergrund gerate, gebe es kaum Spannung. Ebenso könne die anfangs aufgebaute nervöse Unruhe in der zweiten Hälfte des Filmes nicht aufrechterhalten werden. Trotzdem punkte Black Box mit einer starken schauspielerischen Leistung des Casts, allen voran Mamoudou Athie und Phylicia Rashād, der schlauen Platzierung von kleinen Hinweisen sowie mit einer beruhigenden Musik, die im Kontrast zur nervösen Handkamera und der trüben Beleuchtung stünde.
Auch Glenn Kenny zieht in seiner Filmkritik in der New York Times ein positives Fazit. Laut ihm empfehle sich Regisseur Osei-Kuffour mit seinem Regiedebüt für größere Aufgaben. Sein Film Black Box könne durch eine klare Erzählung, teuflischen Einfallsreichtum, konventionell unterstützende Musik sowie eine echte emotionale Wirksamkeit überzeugen. Auch die schauspielerische Leistung sei gut, so spiele etwa Phylicia Rashād ihre Rolle anfangs mit einer beruhigenden mütterlichen Note.
Phil Hoad vom Guardian kommt hingegen nur zu einem durchwachsenen Urteil. So könne für ihn die Grundthematik nicht wirklich überzeugen, auch da der mystische und technische Ort der „Black Box“ keine eigene Handschrift habe. Durch ihn entstünden zwar beunruhigende Rückblenden, durch die die Spannung geschickt aufrechterhalten werde, doch gerade die in diesen Szenen verwendeten Horrorelemente seien weniger wirksam als die sich zunehmend aufbauenden psychologische Spannung. Des Weiteren könne der Plottwist in der Mitte des Filmes nicht vollkommen überzeugen und nehme zusätzlich noch den Fokus von der faszinierend dynamischen Vater-Tochter-Beziehung. In dieser spiele Athie eher steif, während Amanda Christine eine vielversprechende Leistung abgebe.
Ebenso konnte Chris Evangelista von Slashfilm.com von Black Box nicht vollends überzeugt werden. So gebe es zwar einige wirklich verstörende Momente mit großartigem Sounddesign, zum Großteil während der gruseligen Rückblenden, abgesehen davon verliere der Film allerdings ziemlich schnell an Dampf. Der Plottwist komme zu früh in der Geschichte, sodass der Zuschauer nicht mehr wisse, worauf er sich fokussieren soll. Positiv seien hingegen die Darstellungen von Athie, der wunderbar spiele, wie verloren seine Figur sei, und bei dem der Zuschauer die Angst und den Ärger fühlen könne, sowie Tosin Morohunfola, der seine Rolle mit Stärke und Empathie verkörpere. Auch Christine wisse zu überzeugen, bekomme vom Drehbuch aber nur die Funktion des Filmkindes, das keine Charakterentwicklung habe und ständig über sein Alter hinauswachsen müsse.